# Manufacture royale de porcelaine de Sèvres

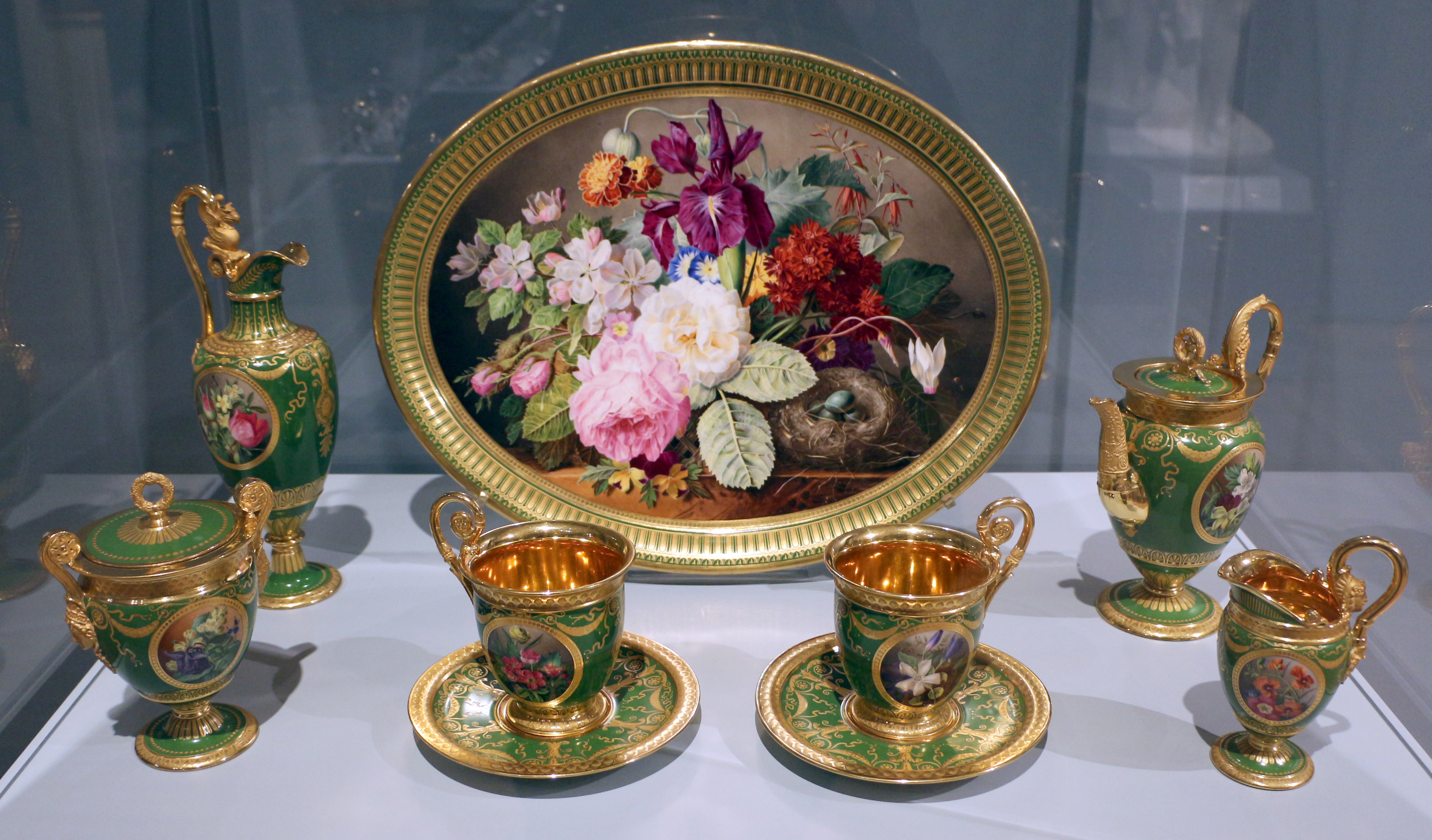
Service aus grün-goldenem Hartporzellan mit Blumendekor von Denis-Désiré Riocreux, Sèvres 1814, Speed Art Museum

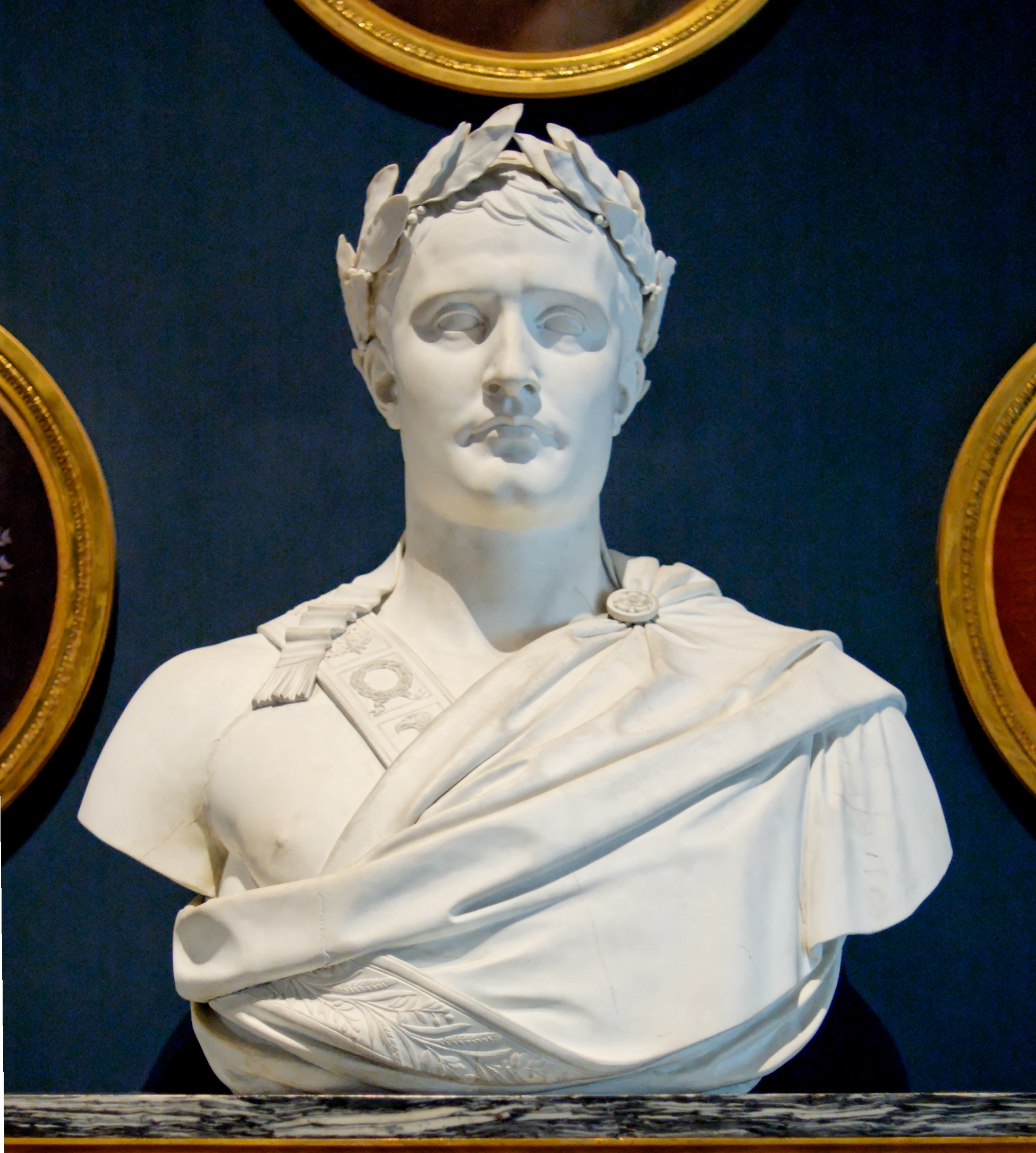
Napoleon-Büste aus Biskuitporzellan, 1811

Die Manufacture royale de porcelaine de Sèvres ist eine der bedeutendsten europäischen Manufakturen zur Herstellung von Frittenporzellan. Die Manufaktur hat seit 1756 ihren Sitz in Sèvres.

## Werkgeschichte

### „Manufacture de Vincennes“
Im Jahr 1740 wurde die vierte Porzellanmanufaktur Frankreichs im Château de Vincennes am Stadtrand von Paris als Privatunternehmen gegründet. Nach 1745 gewann die Manufaktur finanziell und künstlerisch-handwerklich an Bedeutung. In Vincennes produzierte man bis 1756 unter dem Namen Manufacture de Vincennes.
In Vincennes begann man mit der Nachahmung von Meißener Porzellan. Initiator war der französische Finanzminister Louis Henri Orry de Fulvy, der das französische Porzellan konkurrenzfähig machen und den Import aus dem sächsischen Meißen eindämmen wollte. Er rekrutierte drei ehemalige Arbeiter der Porzellanmanufaktur von Chantilly, die Brüder Gilles und Robert Dubois sowie François Gravant, die mit Porzellanmasse experimentierten. 1745 gelang die Herstellung von Frittenporzellan, das in seiner Verarbeitung eine Reihe neuer Formen und Farben ermöglichte.

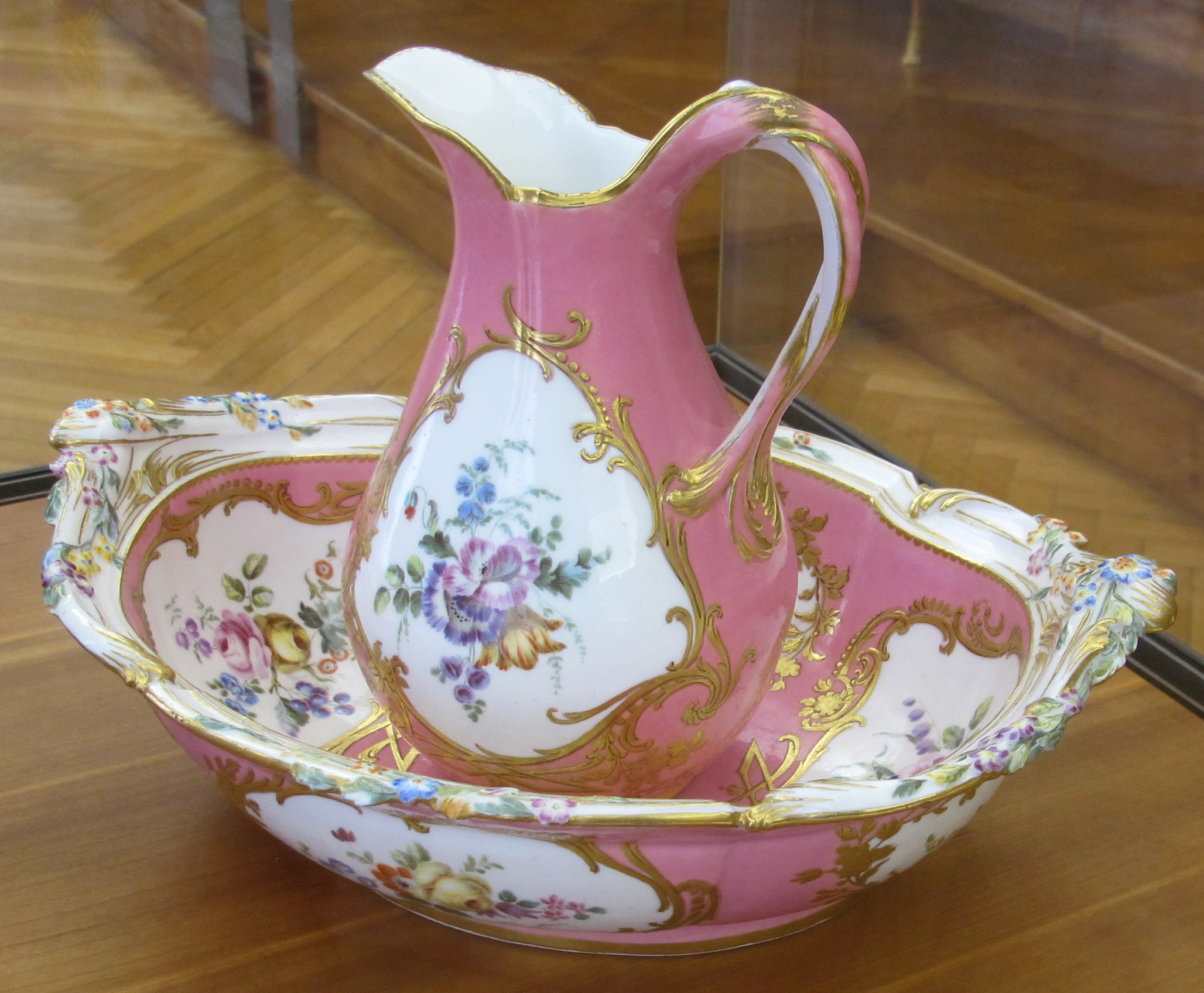
Handwasch-Garnitur in Rosé Pompadour, ca. 1757–1765, Musée des Beaux-Arts de la Ville de Paris

Das Geheimnis der Herstellung von Hartporzellan (pâte dure) wurde in Europa um 1708 in Meißen entwickelt. Traditionell wurde Porzellan durch die Ostindien-Kompanie aus China als Chinesisches Auftragsporzellan als Famille jaune, noire, rose, verte und aus Japan als Kakiemon- und Imari-Porzellan nach Europa importiert.
Eine der wichtigsten Auftraggeberinnen der Manufaktur war Madame de Pompadour (1721–1764). Aufgrund ihres Einflusses in der Gesellschaft erhielt die Manufaktur eine große Bedeutung. Ihr Geschmack prägte die hergestellten Formen und Farben. 1756 wurde eine Farbe nach ihr benannt, das berühmte Rosé Pompadour. Neben ihrem Einfluss auf die künstlerische Entwicklung der Manufaktur, gewann die Marquise verschiedene bekannte Künstler als Maler und Modellmeister, wie unter anderem Jean-Jacques Bachelier, Jean-Claude Duplessis, François Boucher und Etienne-Maurice Falconet. Patronats. Sie weckte mit ihrem Einfluss das Interesse Ludwig XV., der den Neubau in Sèvres finanzierte, in den die Manufaktur 18 Jahre nach ihrer Gründung in Vincennes einzog. Er sicherte die Finanzierung und machte aus ihr eine königliche Manufaktur. Das durch den König zugesicherte Monopol der Buntmalerei brachte der Manufaktur einen weiteren, entscheidenden Vorteil gegenüber der französischen Konkurrenz.

### „Manufacture royale de porcelaine de Sèvres“

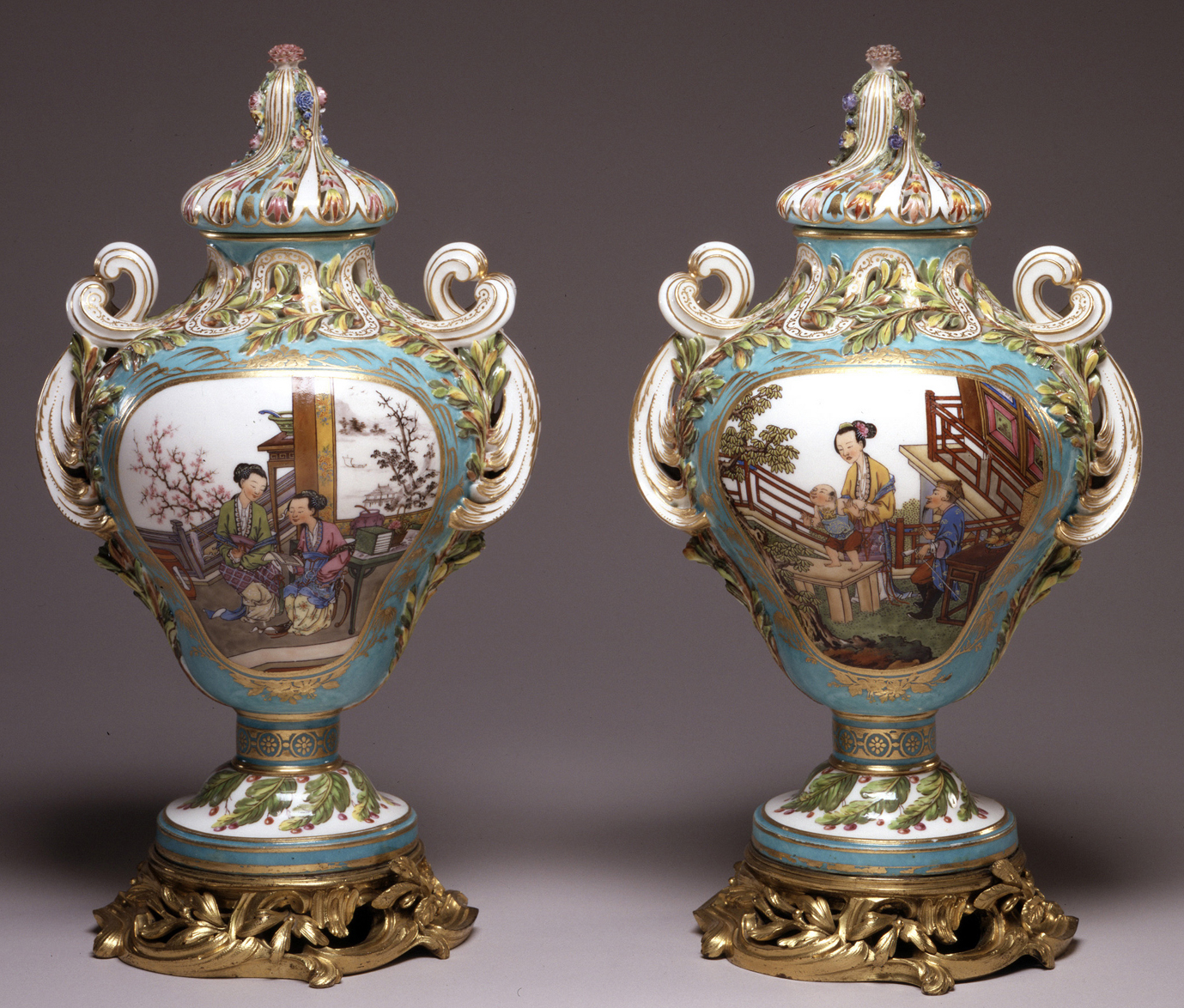
Potpourri mit China-Dekor, 1761, aus dem Besitz der Marquise de Pompadour

1756 siedelte die Manufaktur in das auf der Route von Paris nach Versailles gelegene Sèvres über. Am 17. Februar 1760 ging sie endgültig in königlichen Besitz über, bis zur Französischen Revolution in deren Folge die Manufaktur 1790 verstaatlicht wurde.
Porcelaine de Sèvres war bis 1769 ausschließlich Weichporzellan (pâte tendre). Nachdem 1760 das Problem des fehlenden Kaolin erkannt worden war und man 1768 Vorkommen nahe Limoges entdeckt hatte, konnte echtes Hartporzellan hergestellt werden. In Sèvres wurden beide Verfahren der Herstellung gepflegt. Aus wirtschaftlichen Gründen wurde die Fabrikation von Weichporzellan durch Napoleon verboten und nach der Französischen Revolution eingestellt. Erst in der 2. Hälfte des 20. Jahrhunderts wurde diese in Vergessenheit geratene Technologie wieder neu entwickelt und ins Repertoire aufgenommen.

### „Manufacture nationale de Sèvres“
Die heutige Manufacture nationale de Sèvres verfügt über ein kleines Porzellanmuseum, in dem Teile des seit der Gründung gefertigten Œuvres, wie Geschirr, Skulpturen sowie Modelle und Formen ausgestellt werden.

## Das Œuvre der Manufaktur

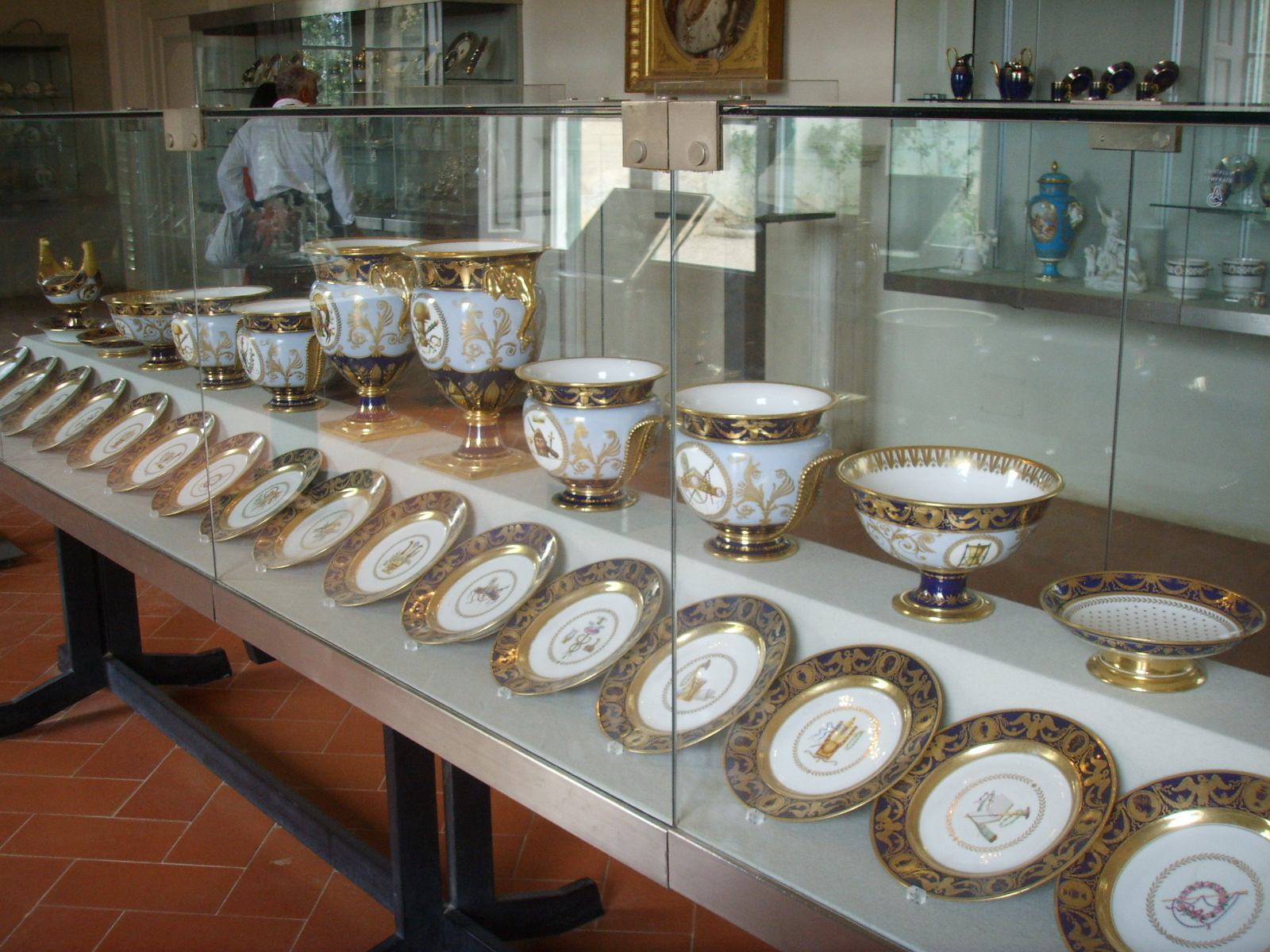
Service, um 1810

Die Produktion der Manufaktur umfasste sowohl Gebrauchsporzellan als auch Stücke, die ausschließlich dekorativen Zwecken dienten. Viele der Vasen wurden in unterschiedlicher Größe, in unterschiedlichen Farben, Dekoren, Szenen und Vergoldungen hergestellt. Dabei wurden einzelne Formen oft über einen längeren Zeitraum hergestellt und lediglich unterschiedlich dekoriert. Die Namen der Stücke leiten sich dabei aus der Form, dem Dekor oder von Personen ab.
Oft wurden aus den Einzelstücken Garnituren gebildet. Das Merkmal einer „echten“ Garnitur ist, dass die verwendeten Einzelstücke formal harmonieren und eine Einheit bilden. Dabei wurden gleiche Formen unterschiedlicher Größe oder unterschiedliche Formen mit gleichem Dekor und den gemalten Bildfolgen der Themen verwendeter Szenen kombiniert. Im 18. Jahrhundert wurden Garnituren generell aus einer ungeraden Anzahl, meist aus drei oder fünf Stücken, gebildet. Garnituren wurden an herausragenden Stellen des Raumes platziert. In der Regel fanden sie auf Kommoden oder Kaminsimsen ihren Platz. Dabei standen sie häufig vor einem Spiegel, der die zweite Seite der Bemalung zeigte.

### Rokoko
Vasen
Allgemein

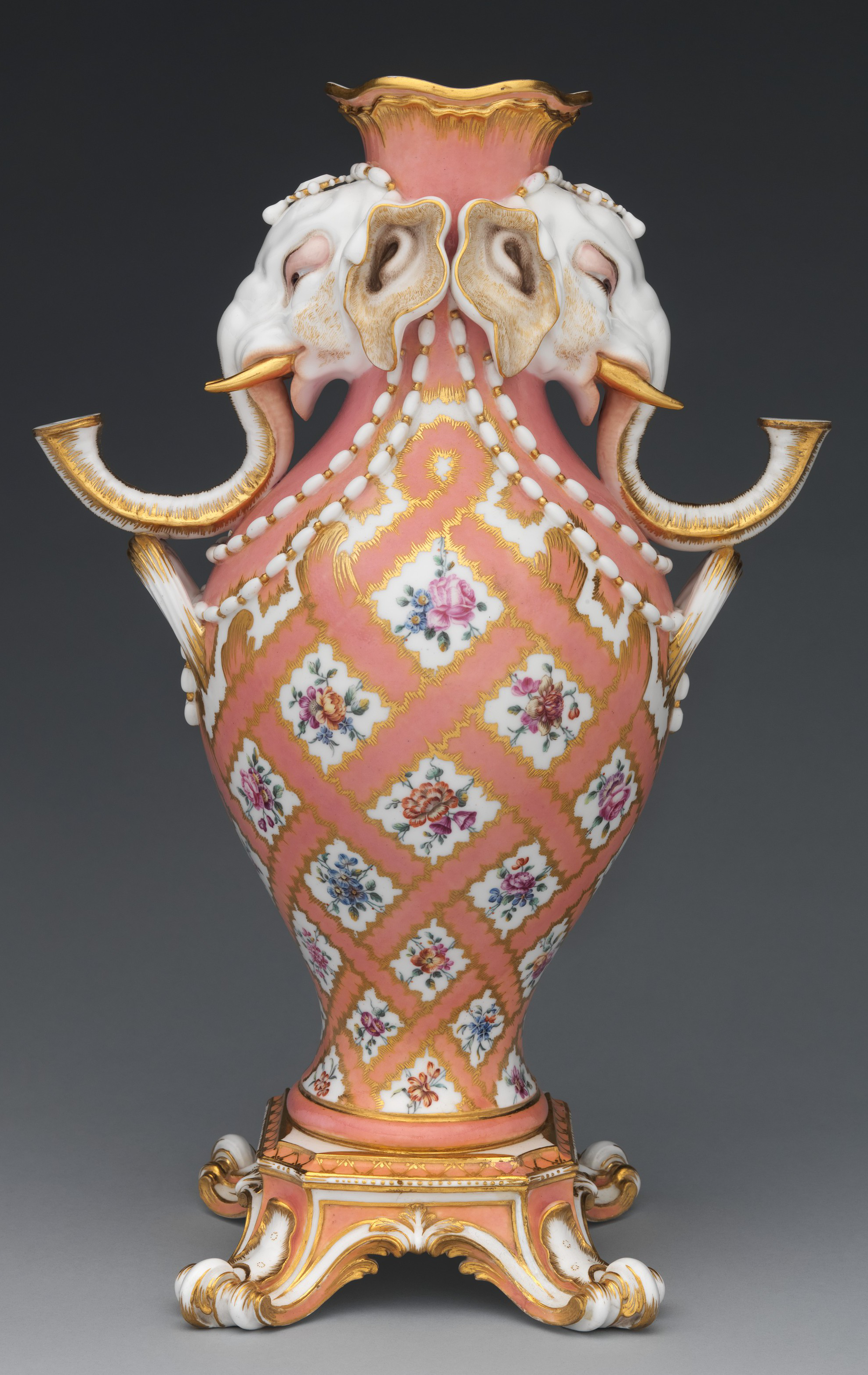
Vase „à tête d'éléphant“ (Elefantenkopfvase) in Rosé Pompadour, Weichporzellan, ca. 1758 (Teil eines Paares), Metropolitan Museum, New York

- vases à oreilles, 1755, Weichporzellan, Wallace Collection, Inventar Nummer C241. Der Name leitet sich ab aus der Form der Griffe in Ohrform (frz.: oreille für Ohr).
- cuvettes à fleurs 'Verdun, 1755, Weichporzellan, Wallace Collection, Inventar C214.
- vase pot pourri Pompadour, 1756, Weichporzellan, Wallace Collection, Inventar Nummer C239.
- vases à dauphin, 1756, Weichporzellan, Wallace Collection, Inventar Nummer C215. Vögel von Louis-David Armand. Dauphin leitet sich vom Namen Dauphin ab, der dem erstgeborenen Sohn des Französischen Königs und Thronerben als Regent zukam und die Ländereien der Dauphiné erhielt.
- vase à tête d’éléphant, 1757, Weichporzellan, Wallace Collection, Inventar Nummer C249. Die Vase wurde kombiniert mit der Funktion eines Kandelabers und vor Spiegeln aufgestellt, um die Lichtmenge zu vergrößern. Sie wird Dodin zugeschrieben. Sie weist die gleiche Basis wie die um 1758 hergestellte vases urne antique auf.
- vase hollandois, 1757, Weichporzellan, Wallace Collection, Inventar Nummer C217.
- cuvettes à fleurs à tombeau, 1757, Weichporzellan, Wallace Collection, Inventar C204. Jean-Louis Morin. Der Name ist von der Form eines in der Antike und später in der Renaissance üblichen Sarkophags abgeleitet. Teilweise wurde das Innere durch einzelne Gefache gegliedert, um den Blumen Halt zu bieten. Teilweise wurde Porzellanblumen in die Vase gelegt.
- cuvettes à fleurs à masques, 1757, Weichporzellan, Wallace Collection, Inventar C225.
- vase pot pourri gondole, 1757, Weichporzellan, Wallace Collection, Inventar C248. Es ist eines der ersten Stücke, in der in Sèvres-Porzellan eine Bootform Verwendung findet.
- vases à oreilles, 1758, Weichporzellan, Wallace Collection, Inventar Nummer C252. Morin.
- vase Boileau, 1758, Weichporzellan, Wallace Collection, Inventar Nummer C251. Mit Militärszenen. Morin zugeschrieben. Dieser Vasetyp diente ausschließlich dekorativen Zwecken. Der Name leitet sich ab aus dem Namen von Jaques-Rene Boileau de Picardie. Er war der Direktor der Porzellan Manufaktur in Vincennes von 1751 bis 1756 und der Sévres Manufaktur von 1756–1772.
- vases hollandois nouveau ovale, 1758, Weichporzellan, Wallace Collection, Inventar Nummer C233. Die Vase ist ein Beispiel einer dekorativen Vase für Schnittblumen.
- vases urne antique, 1758, Weichporzellan, Wallace Collection, Inventar Nummer C244. Vögel von Louis-David Armand. Der Name leitet sich aus dem Bezug zu einer antiken griechischen Vase ab.
- vase pot pourri Hébert, c. 1760, Weichporzellan, Wallace Collection, Inventar Nummer C254. Eine Pot-pourri Vase, Vase mit Deckel. Der Name der Person Hébert ist nicht eindeutig. Es könnte sich um einen Marchand-Mercier aus der Zeit handeln.
- cuvettes à fleurs à tombeau, 1760, Weichporzellan, Wallace Collection, Inventar Nummer C206. Genreszenen von Antoine Caton.
- vase pot pourri à vaisseau oder vase en navire’ gondole, c. 1761, Weichporzellan, Wallace Collection, Inventar C256. Pot-pourri-Vase und Vögel möglicherweise von Armand dem Älteren.
- vases pot pourri feuilles de mirte, ca. 1761, Weichporzellan, Wallace Collection, Inventar Nummer C257. grün mit Vögeln in Landschaft, birnenförmig, mit griech. Stiel-Muster.
- vases hollandois, 1763, Weichporzellan, Wallace Collection, Inventar Nummer C223. Hafenszenen Morin zugeschrieben. Die Vase ist ein Beispiel einer dekorativen Vase für Schnittblumen.

Der Name bezieht sich auf die Form der Griffe und die Art der Dekoration. Ab Mitte der 1650er Jahre intensiviert sich die archäologische Suche nach Formen der Antike. Der Rokoko und der beginnende Klassizismus existieren gleichzeitig. Die Manufaktur in Sèvres wurde zum Wegbereiter der Klassischen Formensprache in Frankreich und Europa.

### Klassizismus

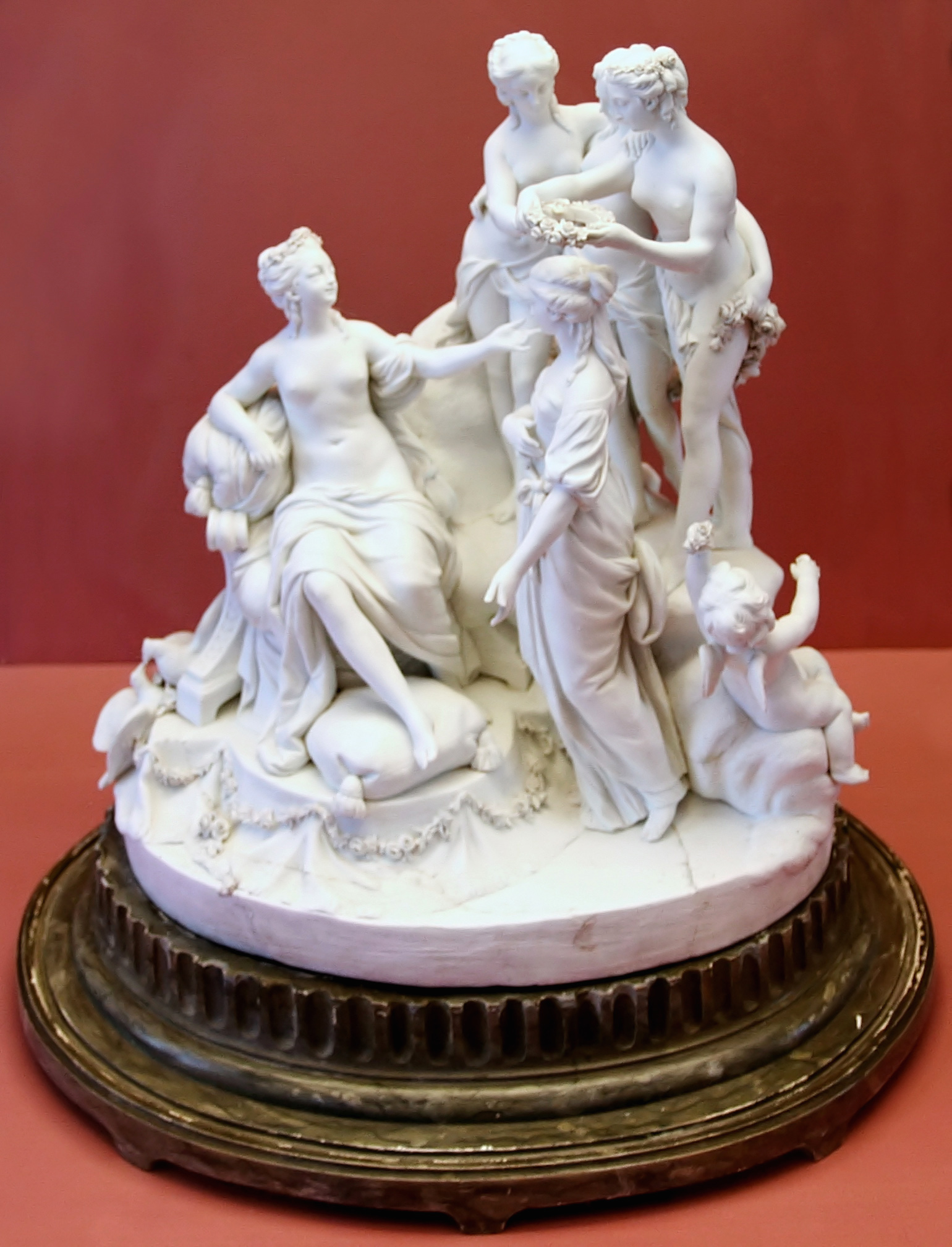
Figurengruppe aus Biskuit-Porzellan, vor 1800

Ab etwa 1770 nahm die etwas vernachlässigte Produktion von Tafelgeschirr wieder zu, während sich der Anteil an Vasen verringerte. Zum Beispiel wurde in dieser Zeit ein Service in antikisierender Gestaltung für Katharina II. von Russland entworfen. Erwähnenswert sind außerdem die von Lagrenée dem Jüngeren stammenden Essservice im „etruskischen Stil“.
Mit Platten als Dekoration für Möbel und Schauobjekte wie Uhren und Barometer hatte die Manufaktur zu Vincennes-Zeiten zögernd angefangen. In Sèvres war diese Produktionssparte ein voller Erfolg. Die Stücke wurden in großer Zahl an Marchand-Merciers (Händler, die außer Haus als Raumausstatter tätig waren) verkauft, die sie von den besten Kunstschreinern (Ebenisten) montieren ließen.
Zum Ende des Jahrhunderts tauchten auf Sèvres-Porzellanen Gewebestrukturen und naturalistisch gemalte Blumendekore sowie Darstellungen von Vögeln als neue Dekorationselemente auf, außerdem unzählige polychrome, auf der Wiedergabe von römischen und etruskischen Artefakten basierende Dekore. Im selben Zuge erklomm die schon seit 1751 bestehende Fertigung von Figuren und Figurengruppen aus Biskuitporzellan ungeahnte Höhen. Aus dem in Sèvres erfundenen, unglasierten und dadurch matten Porzellan, das an Marmor oder Alabaster erinnert, werden noch bis heute Figuren, Büsten, Reliefs und Medaillen hergestellt.

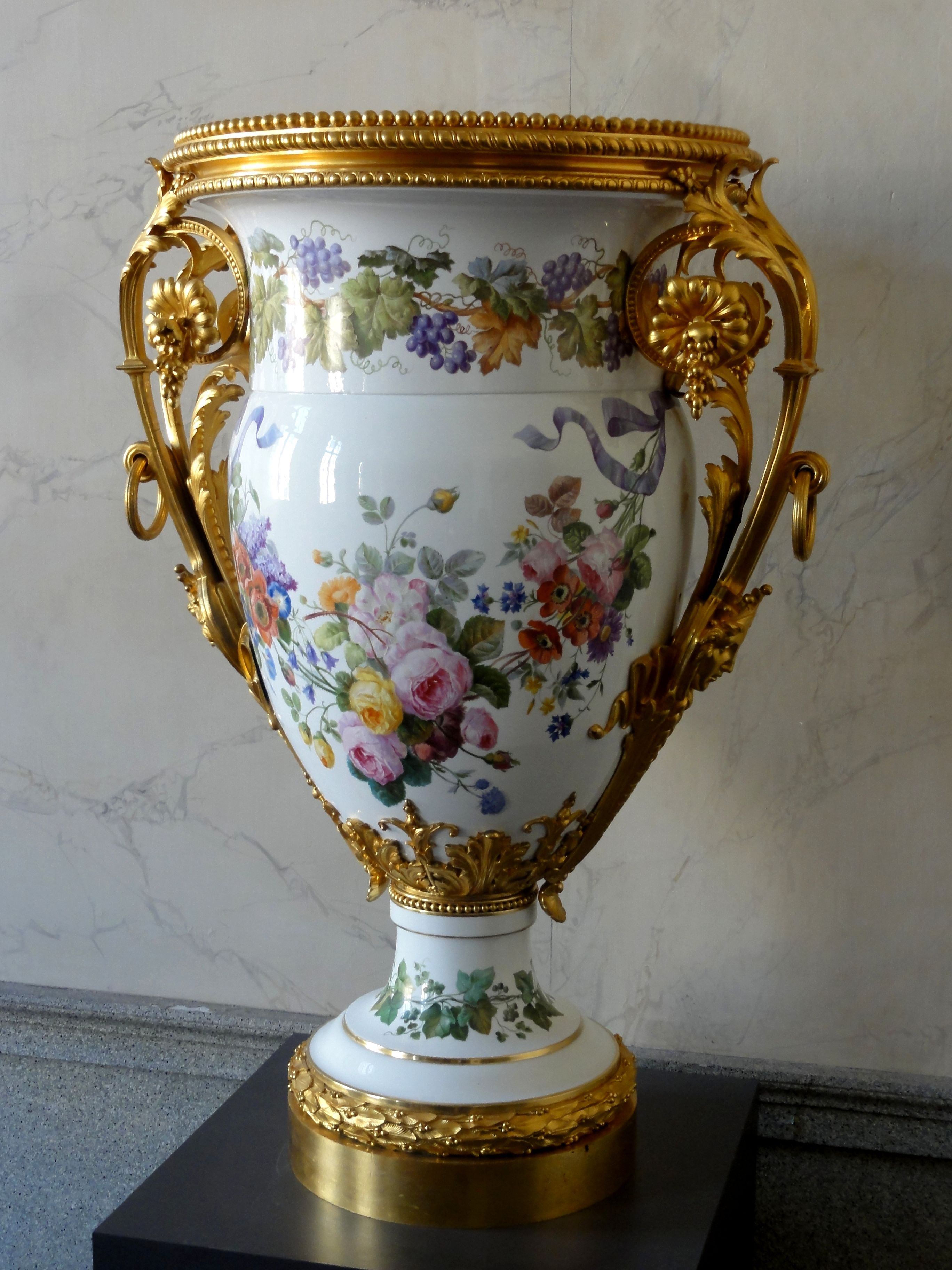
Vase aus Sèvres-Porzellan im Vorzimmer zum Esszimmer Napoléons I., Schloss Compiègne

### 19. Jahrhundert
Wie bei den großen Manufakturen in Berlin und Meißen herrschte im 19. Jahrhundert auch in Sèvres hauptsächlich die Formensprache des 18. Jahrhunderts vor. Typisch ist dabei die überaus farbige, flächendeckende Bemalung der Teile. Charakteristisches Zierporzellan in der ersten Hälfte des Jahrhunderts war die Prunkvase mit deutlichen Empire-Elementen.
Mitte des Jahrhunderts erfand Louis Robert die Pâte sur Pâte-Malerei, ein später auch in den Manufakturen in Berlin und Meißen eingeführtes Verfahren der Porzellan- und Steingutverzierung. Eine Vase aus Sèvres sorgte 1851 auf der Weltausstellung in London für großes Aufsehen. Sèvres und wenig später auch die Porzellanfabrik Minton in Staffordshire/England brachten in den 1860er Jahren diese Technik zur Blüte.

## Bildergalerie

Beispiele für Porzellan aus Sèvres
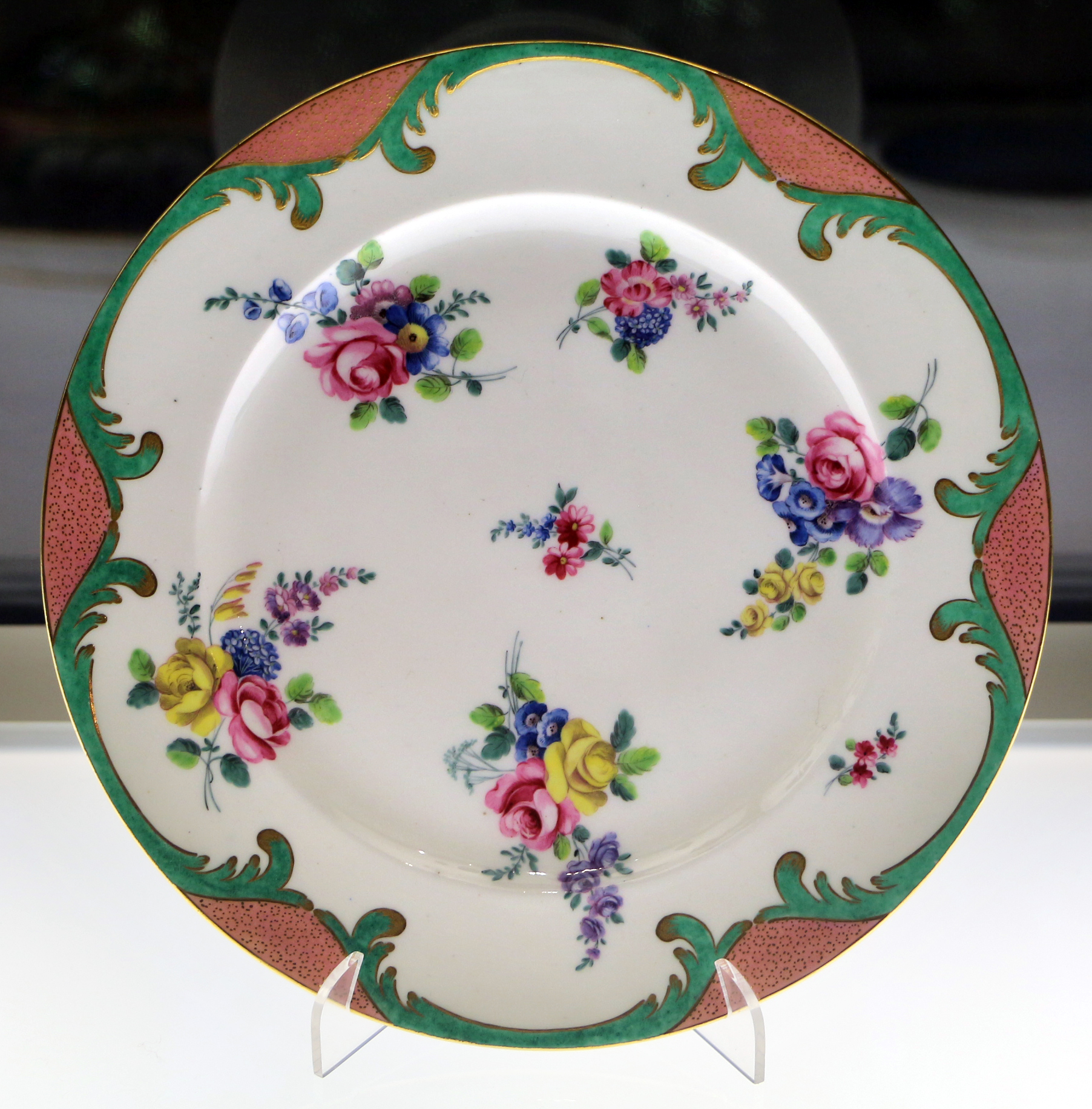
Teller mit Dekor von Michel Ambroise, 1770, Museu Calouste Gulbenkian, Lissabon
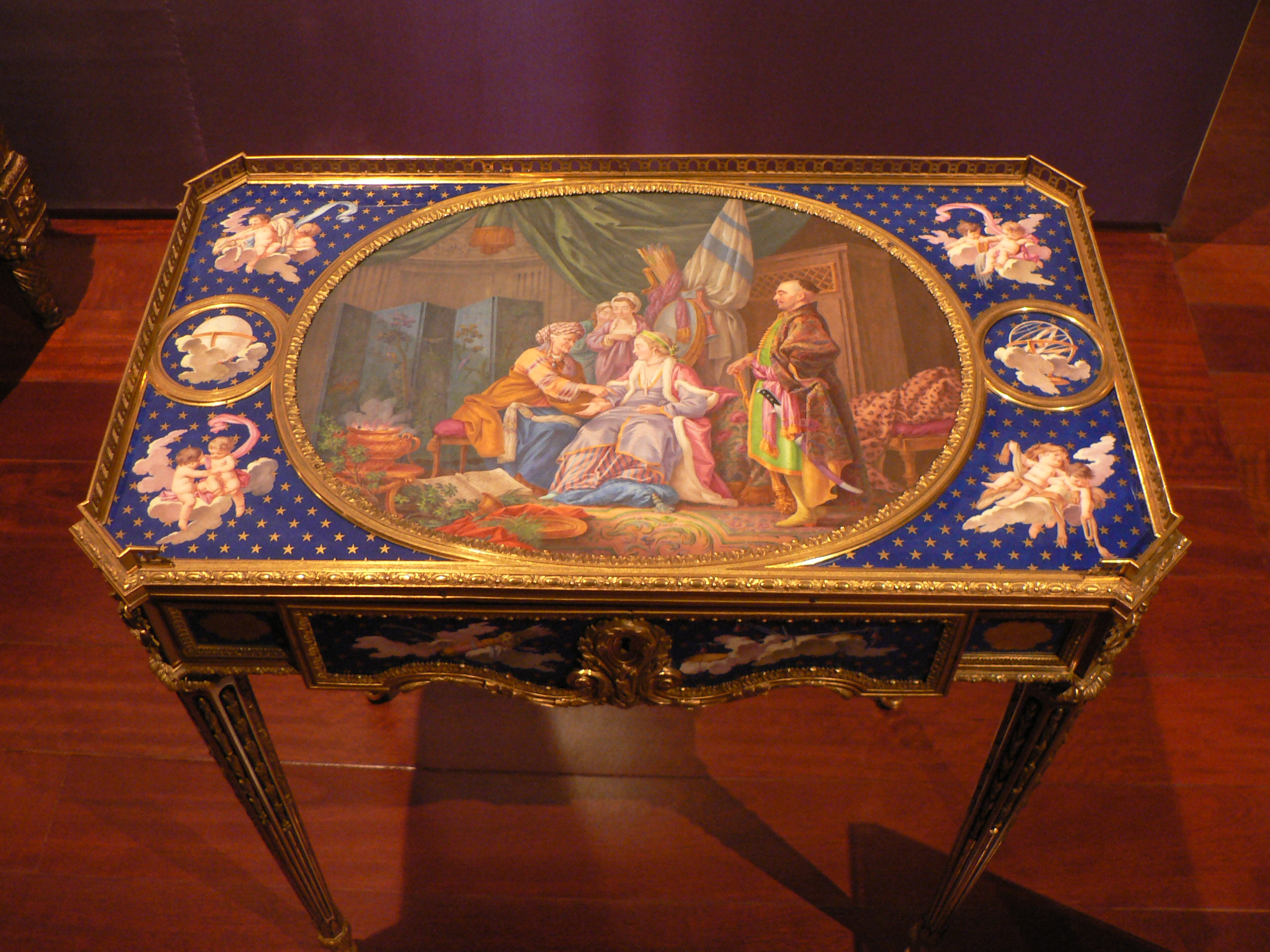
Schreibtisch mit Elementen aus Porzellan, 1772, Museu Calouste Gulbenkian, Lissabon
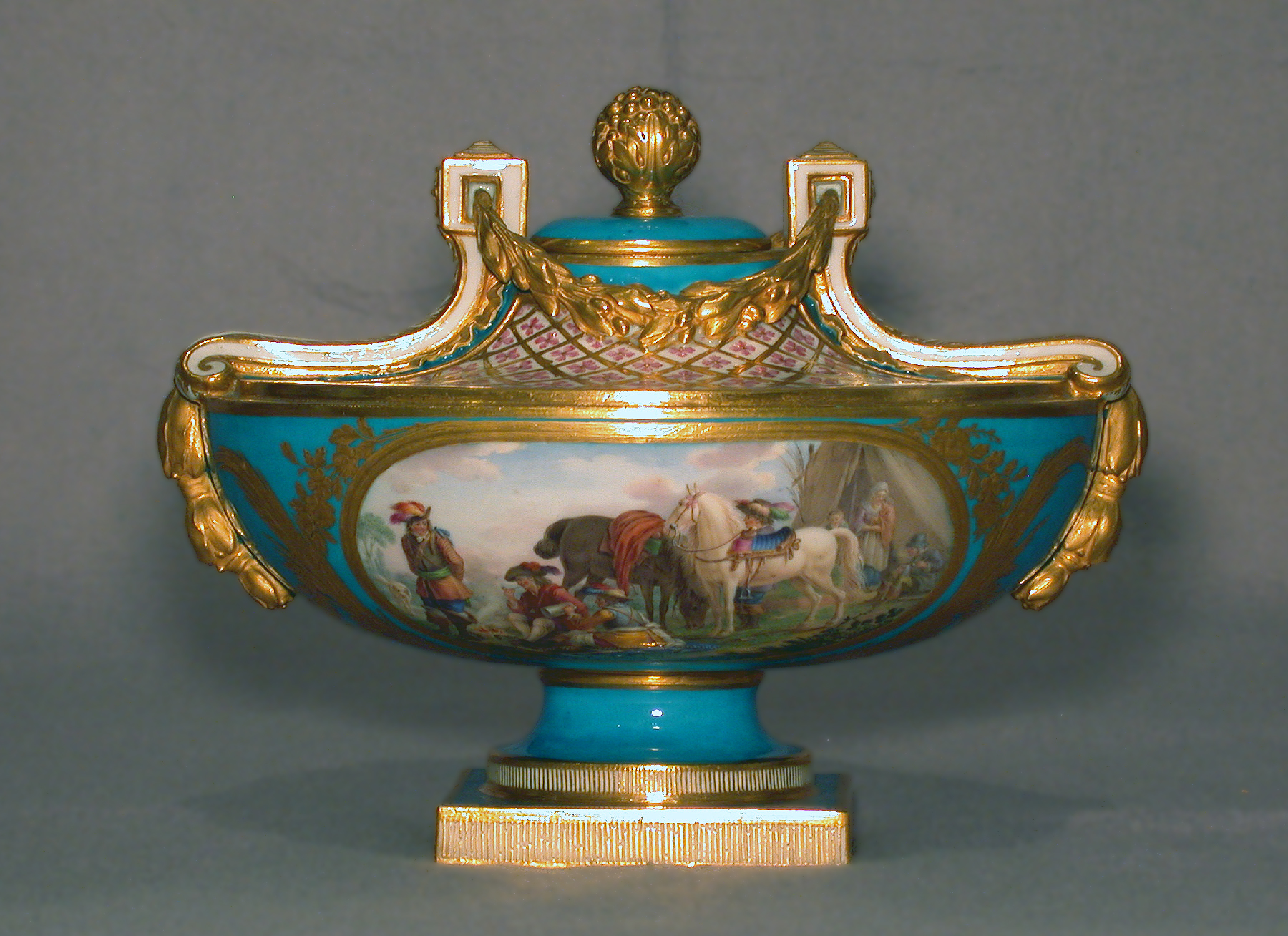
Vase cassolette Bachelier von Charles Nicolas Dodin und Etienne-Henry Le Guay, Weichporzellan, ca. 1779, Walters Art Museum, Baltimore
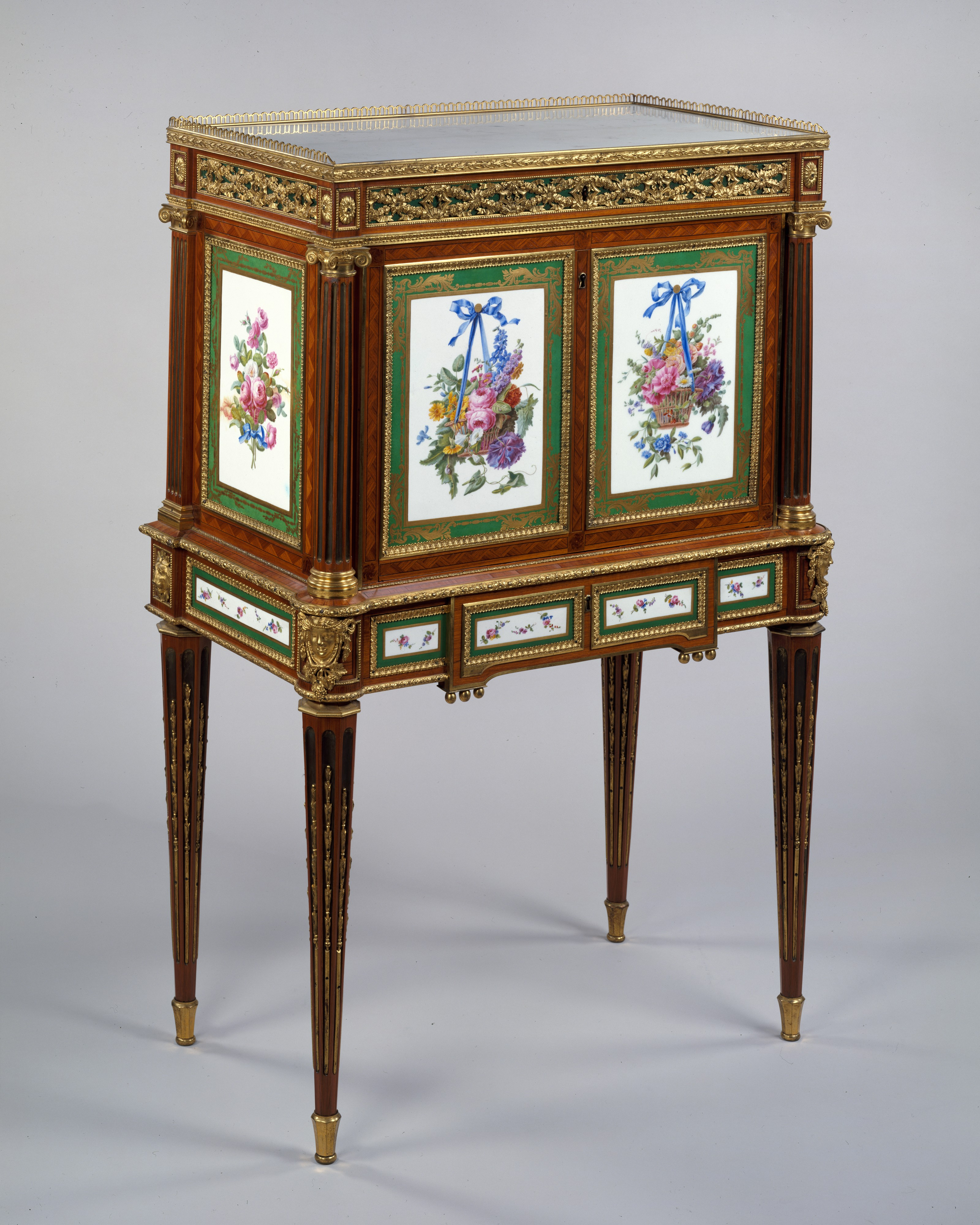
Schmuckschrank mit eingebauter Schreibplatte und mit Sèvres-Porzellan, ca. 1781–1785, Metropolitan Museum, New York
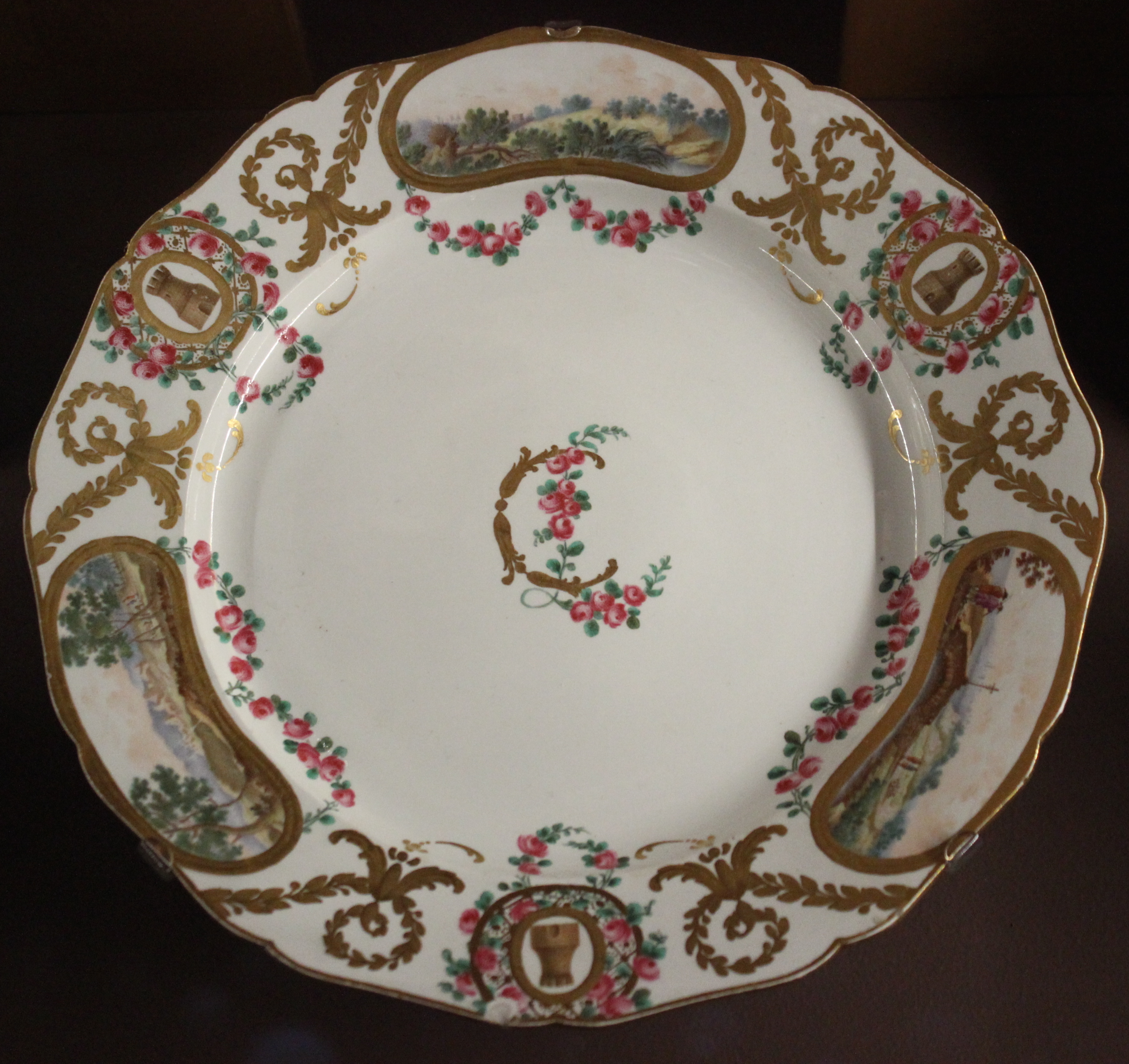
Teller aus einem Service für Marie Louise von Parma, Seattle Art Museum
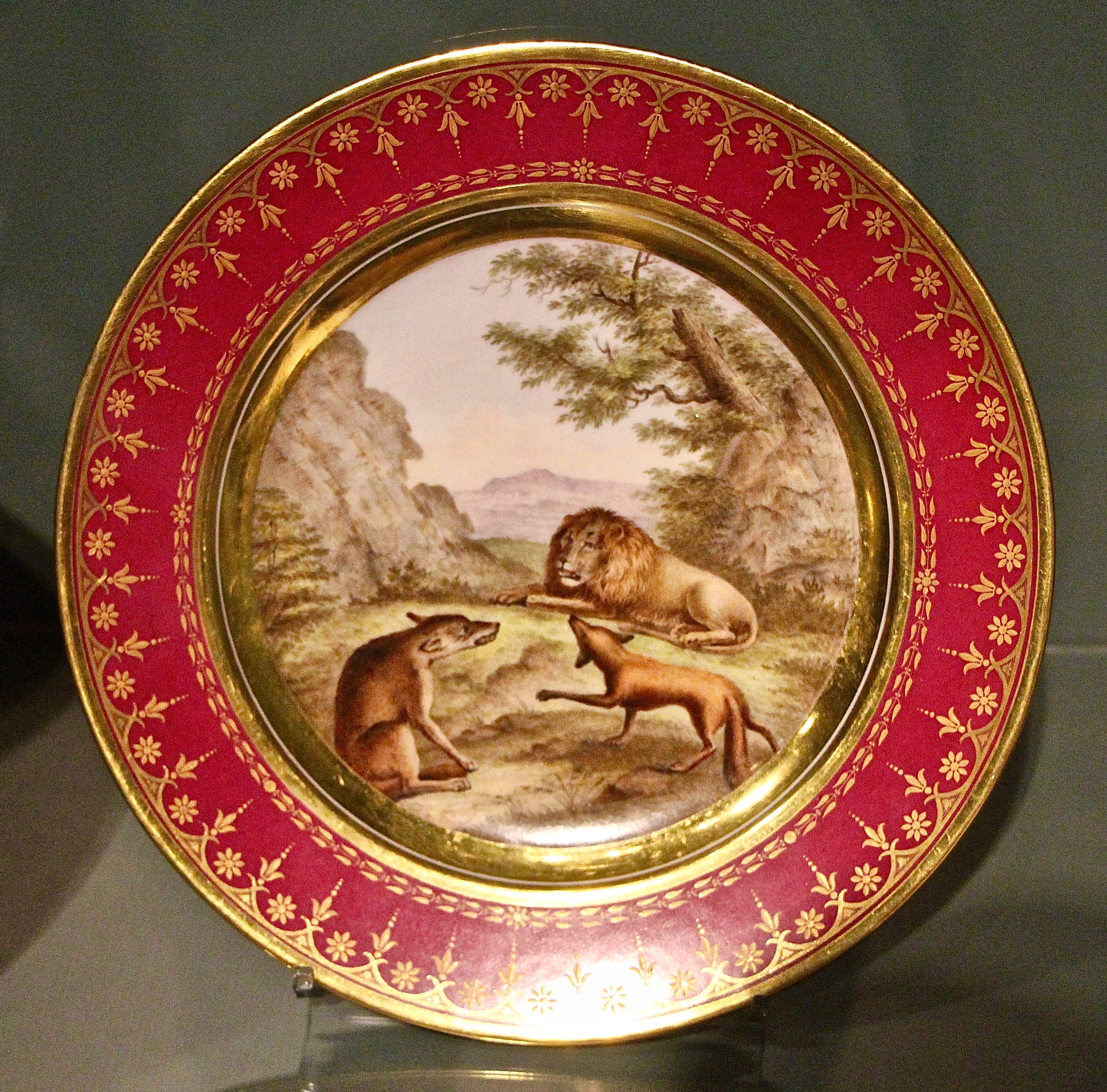
Teller aus einem Service mit Fabeln von La Fontaine, 1806–1807
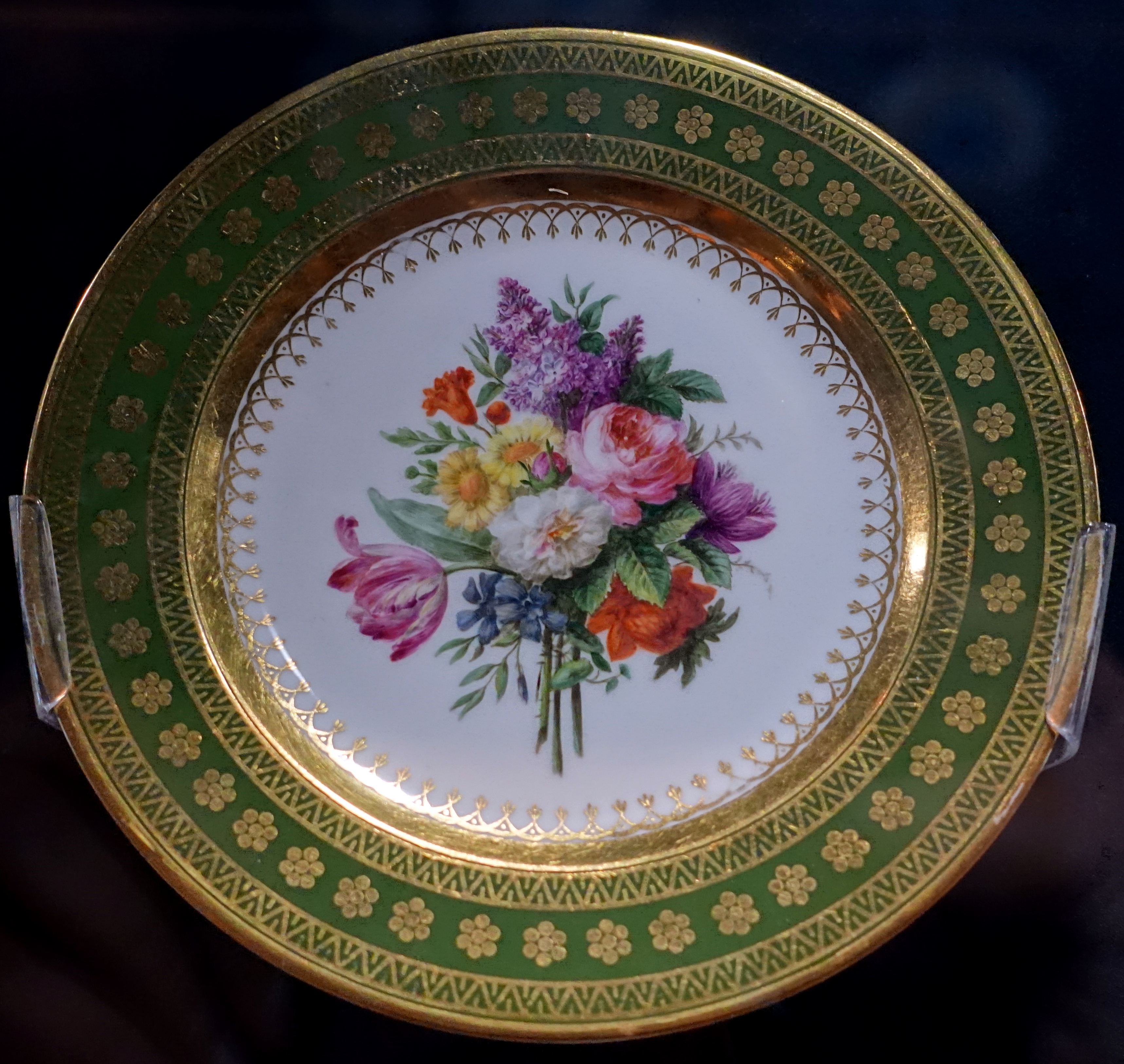
Dessert-Teller, Élysee Service, Dekor von Jacques-Nicolas Sinsson & Pierre Weydinger, 1809, Montreal Museum of Fine Arts
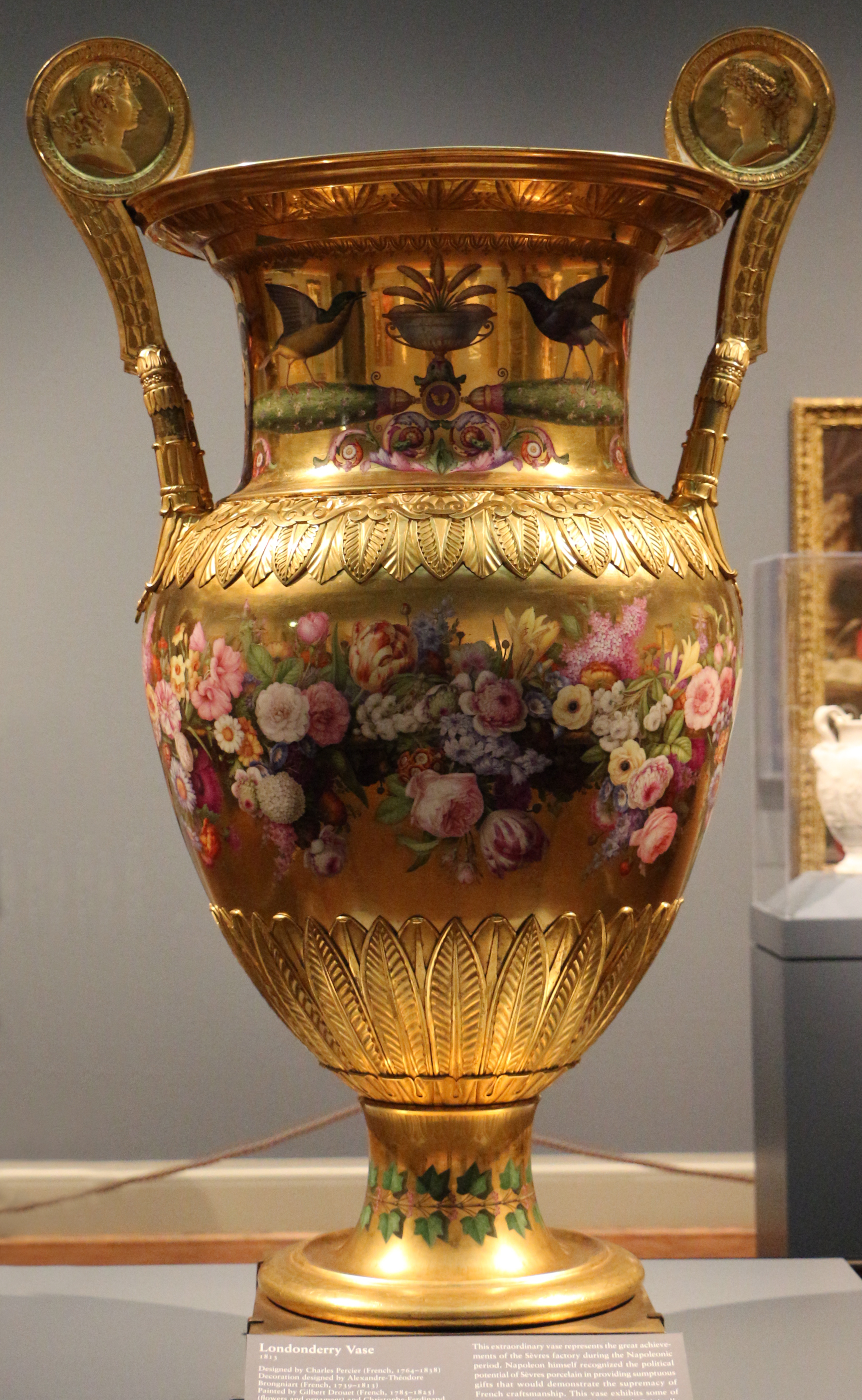
Londonderry-Vase, Charles Percier (Entwurf), Gilbert Drouet & Christophe-F. Caron, 1813, Art Institute of Chicago
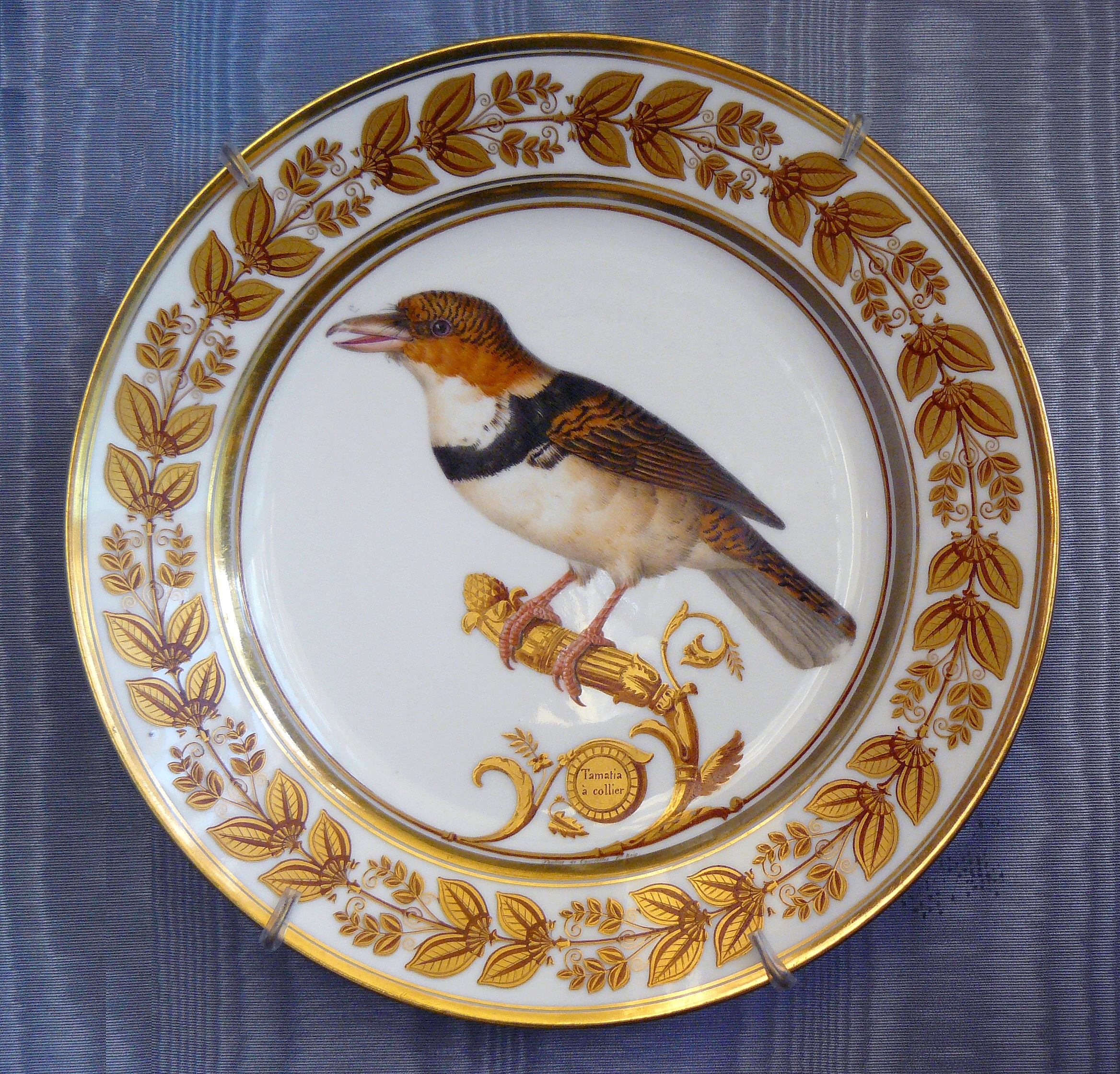
Teller aus dem Vogel-Service, 1821, Musée national de céramique, Sèvres
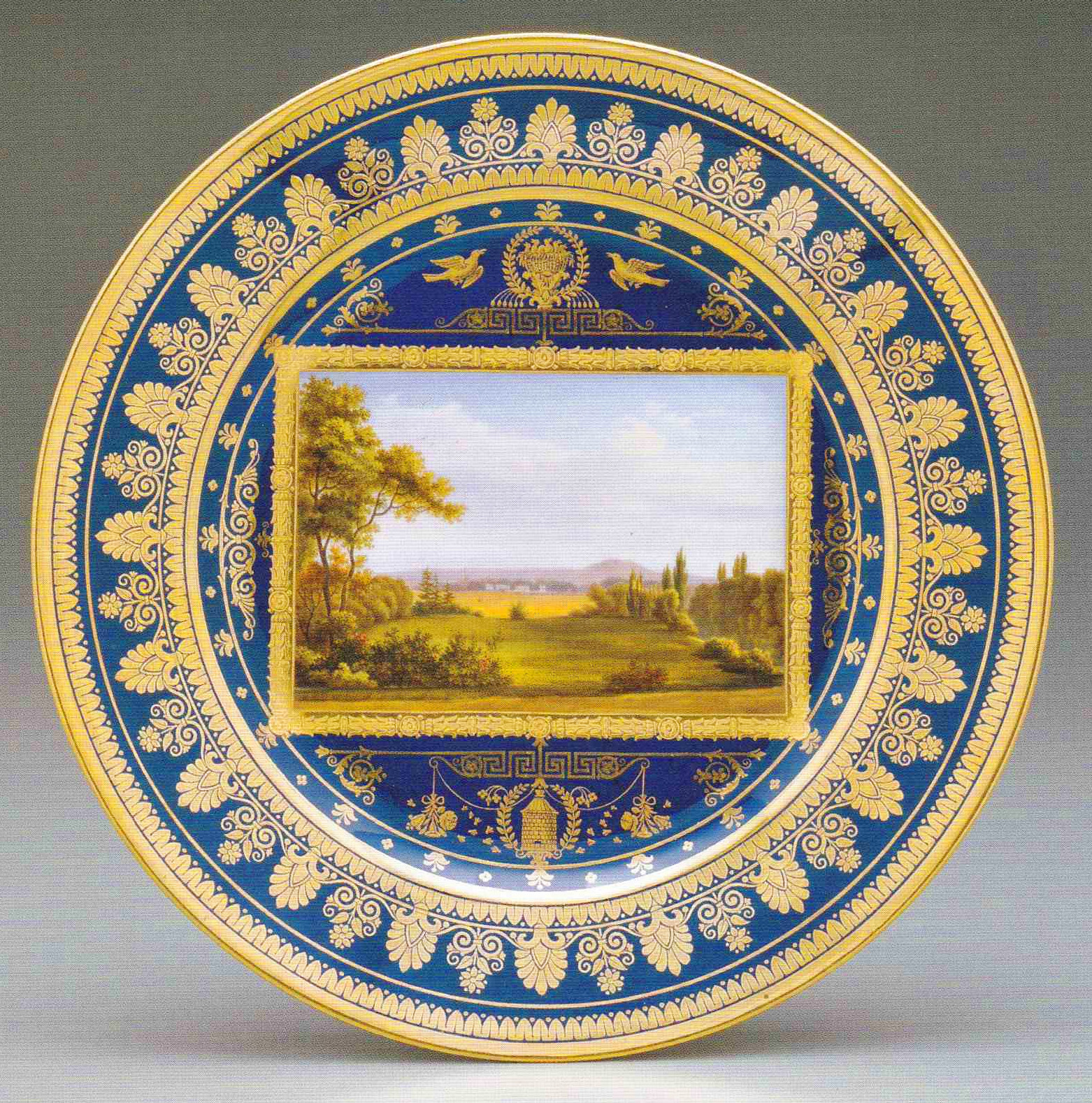
Teller eines 13-teiligen Frühstücks-Service mit Ansichten vom Park von Saint-Ouen, 1822,
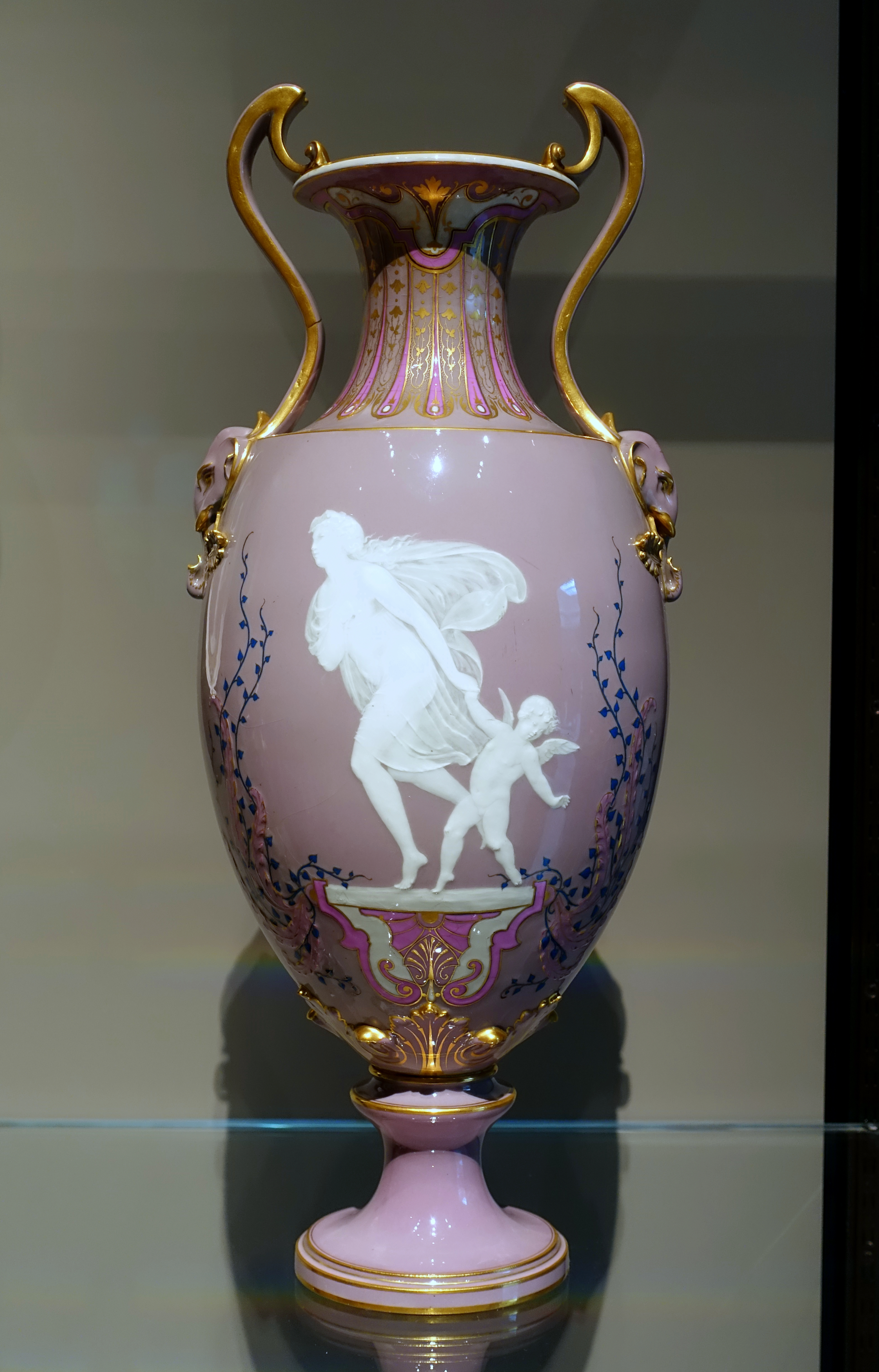
Vase mit Dekor von Marc-Louis Emanuel Solon, 1869, Wadsworth Atheneum, Hartford
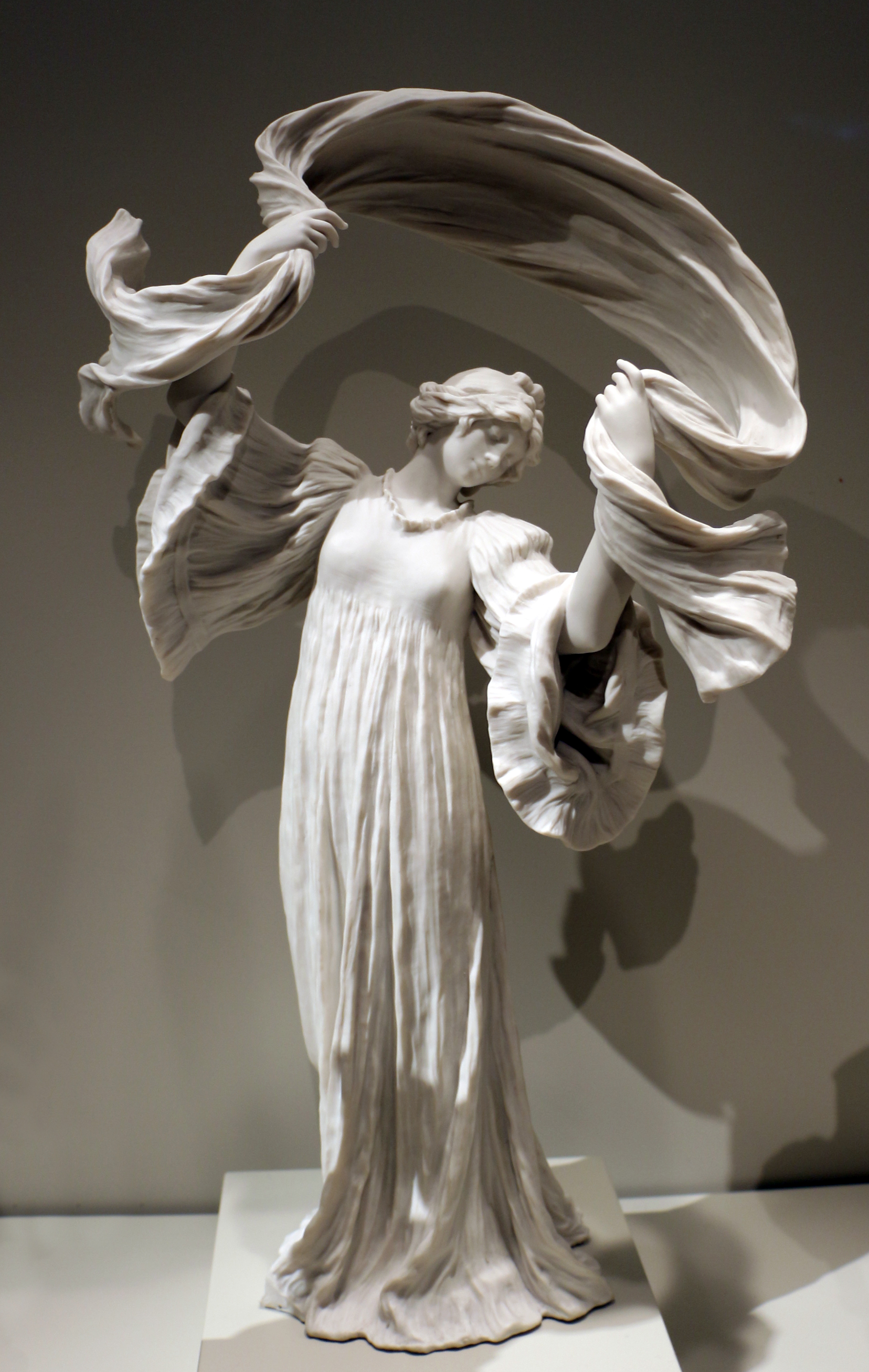
Tanz mit dem Schal von Agathon Léonard, Biskuitporzellan aus Sèvres, 1901–1902, Art Institute of Chicago